# Corydoras gossei
Corydoras gossei är en fiskart som beskrevs av Han Nijssen 1972. Corydoras gossei ingår i släktet Corydoras och familjen Callichthyidae. Inga underarter finns listade i Catalogue of Life.